# پین‌بال اف‌اکس ۲
پین‌بال اف‌اکس ۲ (انگلیسی: Pinball FX 2) یک بازی ویدئویی پین‌بال است که در سال ۲۰۱۰، زن استودیوز آن را برای کنسول‌های اکس‌باکس ۳۶۰، اکس‌باکس وان و مایکروسافت ویندوز توسعه داده‌است.
پین‌بال اف‌اکس ۲ در فوریه ۲۰۱۲ برای ویندوز فون معرفی شد.